# Gianfranco Gazzana Priaroggia
Gianfranco Gazzana Priaroggia (* 30. August 1912 in Mailand; † 23. Mai 1943 im Nordatlantik) war ein italienischer Marineoffizier.
Gazzana Priaroggia wurde an der Marineakademie in Livorno ausgebildet und 1935 zum Leutnant zur See ernannt. Nach zwei Jahren Dienst auf den Kreuzern Trento und Trieste  wechselte er zur U-Boot-Waffe und diente auf den Booten Millelire, Scirè und Balilla.
Im Zweiten Weltkrieg war er Kommandant der U-Boote Malachite, Durbo, Tazzoli, Archimede und Leonardo da Vinci, wobei er mit letzterem 1942 von Bordeaux aus u. a. im Südatlantik und im Indischen Ozean operierte und vier Handelsschiffe versenkte. Während des Krieges versenkte Gazzana Priaroggia insgesamt elf Schiffe mit 90.601 BRT. Am 23. Mai 1943 wurde sein Boot auf der Rückfahrt von einem weiteren Einsatz im Indischen Ozean etwa 300 Seemeilen westlich von Vigo (Spanien) von dem britischen Zerstörer Active und der Fregatte Ness versenkt.
Posthum wurde ihm am 26. Mai 1943 das Ritterkreuz des Eisernen Kreuzes verliehen.
Die italienische Marine hat in den 1990er Jahren ein U-Boot der Sauro-Klasse nach Gianfranco Gazzana Priaroggia benannt.